# Paprika (película de 1991)
Paprika (en español:Los burdeles de Paprika) es una película italiana filmada en 1991, dirigida por Tinto Brass. Está basada en la novela erótica de John Cleland Fanny Hill, publicada en 1748.
Fue recopilada como película pornográfica explícita por el cinematográfico Joe D'Amato en 1995.

## Argumento
En 1957, Mimmo (Debora Caprioglio), una bella joven campesina, llega a la ciudad decidida a trabajar como prostituta en los burdeles por corto tiempo mientras consigue dinero para ayudar a su novio a financiar y comenzar su propio negocio, allí es apodada como Paprika. En su camino se ve tentada por el dinero y el deseo sexual, su novio la traiciona y pierde su sentido de pertenencia, dignidad y amor a sí misma, pero eventualmente ese mismo camino la lleva a encontrar su verdadero amor.

## Reparto
- Debora Caprioglio: Paprika
- Stéphane Ferrara: Rocco
- Martine Brochard: Madame Collette
- Stéphane Bonnet: Franco
- Rossana Gavinel: Gina
- Renzo Rinaldi: Conde Bastiano
- Nina Soldano: Periodista
- Clara Algranti: Sciura Angelina
- Luciana Cirenei: Doña Olimpia
- John Steiner: Príncipe Ascanio
- Valentine Demy: Beba
- Luigi Laezza: Nino
- Riccardo Garrone :Tío de Paprika
- Paul Müller: Milvio